# Persophone Papadopulou
Persophone Papadopulou, född 1887, död 1948, var en cypriotisk feminist. Hon betraktas som en av feminismens pionjärer på Cypern. 
Hon grundade och drev öns första feministiska tidskrift, Estiades (1913–1915). Denna tidning tog upp de internationella frågorna inom den internationella kvinnokampen som just då drevs, men den den hade begränsad framgång på Cypern, där majoriteten kvinnor vid denna tid ännu inte ens kunde läsa, långt mindre tillägna sig politiska intressen.